# Бронзова епоха (Гърция)
Бронзовата епоха в днешна Гърция обхваща т.нар. егейски цивилизации – група цивилизации и култури от годините 3000 – 1000 г. пр.н.е., разположени около Егейско море, и включва Крит, Цикладите и континентална Гърция. Крит се асоциира с минойската цивилизация. Цикладите имат общо с континентална Гърция по време на ранно-еладския (минийски) период и с Крит по време на средно-минойския период. От около 1450 г. пр.н.е. (късно-еладски, късно-минойски периоди) микенската цивилизация достига Крит. Егейските цивилизации са тясно свързани с и обусловени от развитието на корабоплаването.

## Терминология
Допреди обогатяването на знанията за народите и културите, изградили тези цивилизации, се е използвал терминът критско-микенска цивилизация, който не е съвсем точен, както хронологически, тъй и географски, защото покрива само част от ареала на тези цивилизации. Цивилизациите и културите, включвани в понятието, нямат общ произход, а напротив – някои от тях са арийски, други – семитски, а трети по всяка вероятност – дело на изчезнали етнически общности от типа днес на баските (виж Линеар А).
Първите пионери на археологическите разкопки в района са Хайнрих Шлиман в Микена (1876) и Артър Евънс в Крит (от 1899). Най-известните археологически култури от този период са минойската в Крит и микенската, но има и други местни култури като цикладската и еладската.

## Минойска цивилизация (Крит)
- Ранноминойският период (ХХХ-XXIII век пр.н.е.) се характеризира с преобладаваща доминация на племенните отношения и с началото на обработването на металите и развитието на занаятите и корабоплаването, като аграрните отношения са на относително високо равнище.
- Средноминойският период (XXII-XVIII век пр.н.е.) е известен като периода на „старите“ или още и „ранните“ дворци на остров Крит. Поява на Линеар А.
- Късноминойският период (XVII-XII век пр.н.е.) е времето на разцвета на минойската цивилизация на остров Крит, като местната общност се обединява в морски съюз под егидата на цар Минос. По това време остров Крит е център на търговската дейност в Егейско море и не само, като монументалните архитектурни конструкции са в разцвета си („новите“ дворци в Кносос, Малия, Феста). Съществуват активни контакти с древните народи от Източна Европа. Природно бедствие в средата на XV век пр.н.е. става причина за упадъка на Минойската цивилизация, като се смята че това природно бедствие проправя пътя за завладяването на Крит от ахейците.

## Еладска цивилизация (континентална Гърция)
- Ранноеладски период (ХХХ-XXI век пр.н.е.). Господство на родовоплеменните отношения сред населението с поява на първите големи селища и протодворцови комплекси.
- Средноеладски период (XX-XVII век пр.н.е.) Пристигане в южната част на Балканския полуостров на първата вълна прагръцко население – ахейците, което води до снижаване на нивото на социално-икономическото развитие на Древна Гърция в някои области на обществените отношения. Начало на разложение на родово-племенните отношения сред ахейците.
- Късноеладски период (XVI-XII век пр.н.е.) или микенска цивилизация. Появата на центровете на Микена, Тиринт, Пилос, Тива и т.н., като ахейците завладяват и остров Крит, унищожавайки остатъците от минойската цивилизация. През XII век пр.н.е. в Древна Гърция нахлува нова племенна група от север – дорийците, което води до гибелта на микенската цивилизация и начало на т.нар. гръцки тъмни векове като следващ исторически период.

В този период в Западна Мала Азия в (3000 – 2000 г. пр.н.е.) започва да се създава т.нар. западноанатолийска цивилизация.
Археологическите данни са установили сигурно, че около 2300 г. пр.н.е. в Пелопонес и Северозападна Мала Азия е имало враждебно нахлуване, което се вижда от следите от огън и разрушаване на селищата в тези райони. Следващото, вероятно индо-европейско нахлуване, е към 2000 – 1800 г. пр.н.е. и променя изцяло материалната, а вероятно и духовната култура на континентална Гърция, Троя и на някои от егейските острови. Тези нахлувания не засягат Крит, който е непокътнат от нашествениците и там продължава развитието си минойската цивилизация. В годините 2000 – 1800 г. пр.н.е. на острова влиза в употреба йероглифното писмо, а от 1600 г. пр.н.е. – Линеар А.